# Tuya (montanha)

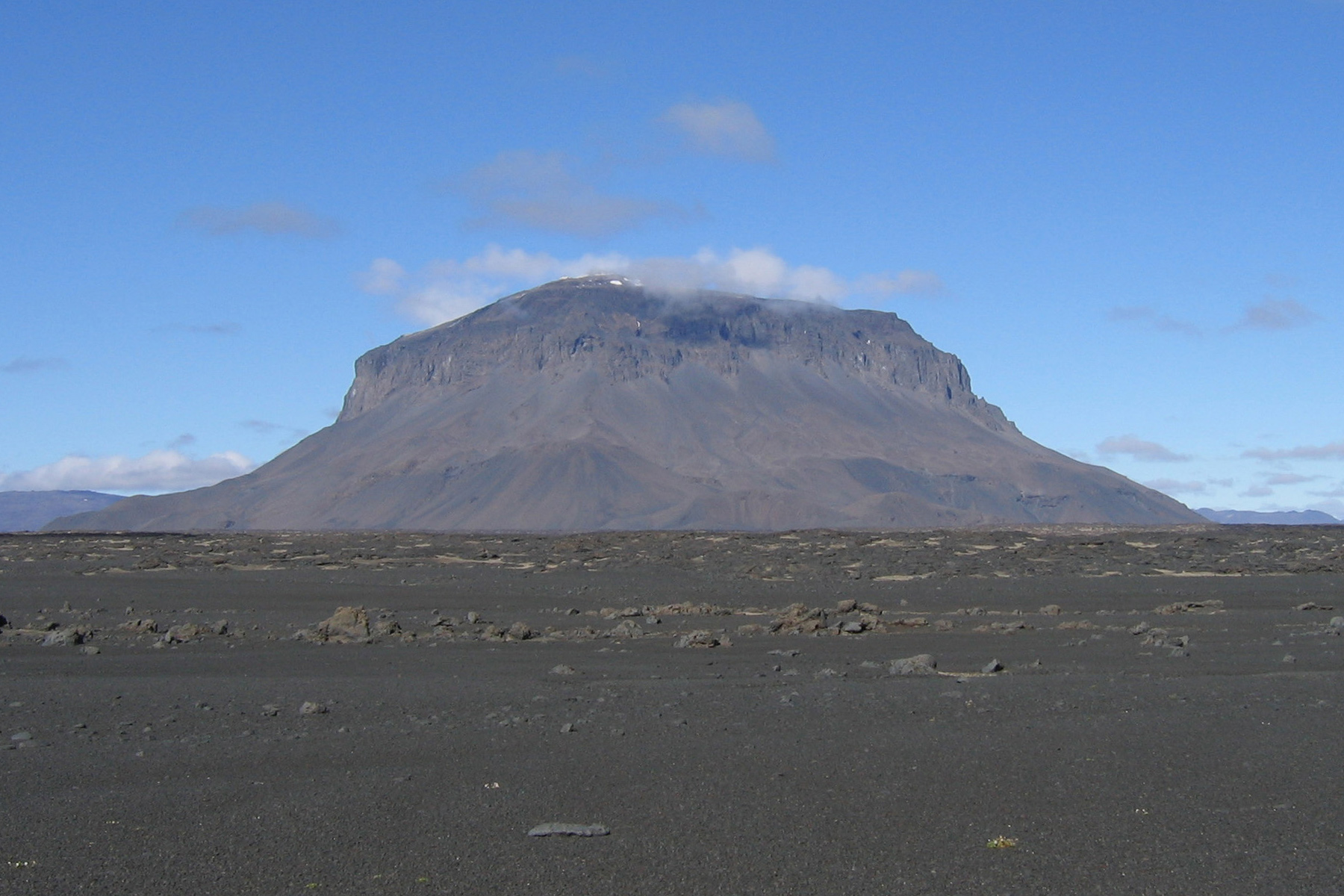
Herðubreið, Islandia.

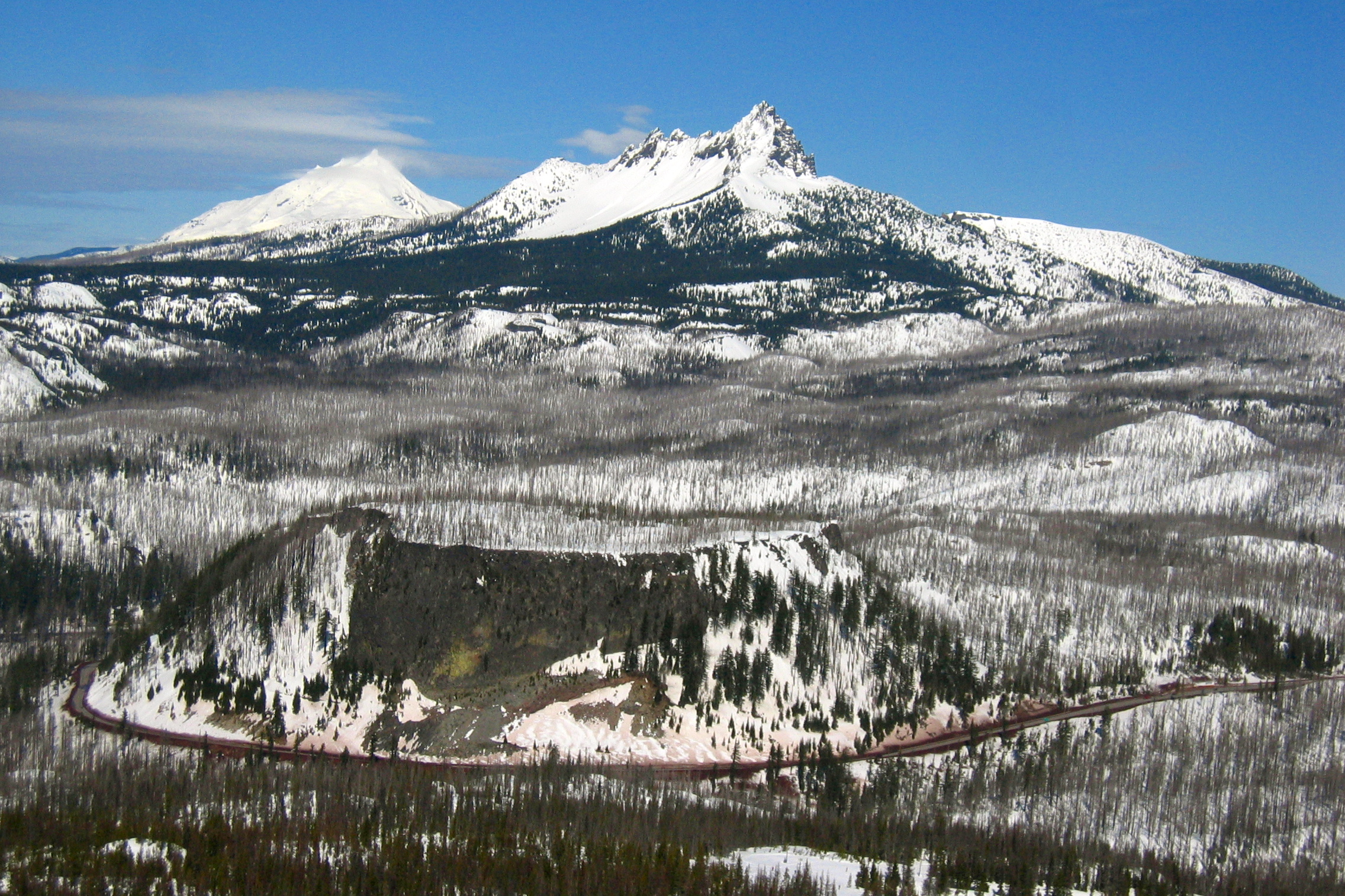
Rochedo Hogg (em primeiro plano), Oregon, Estados Unidos.

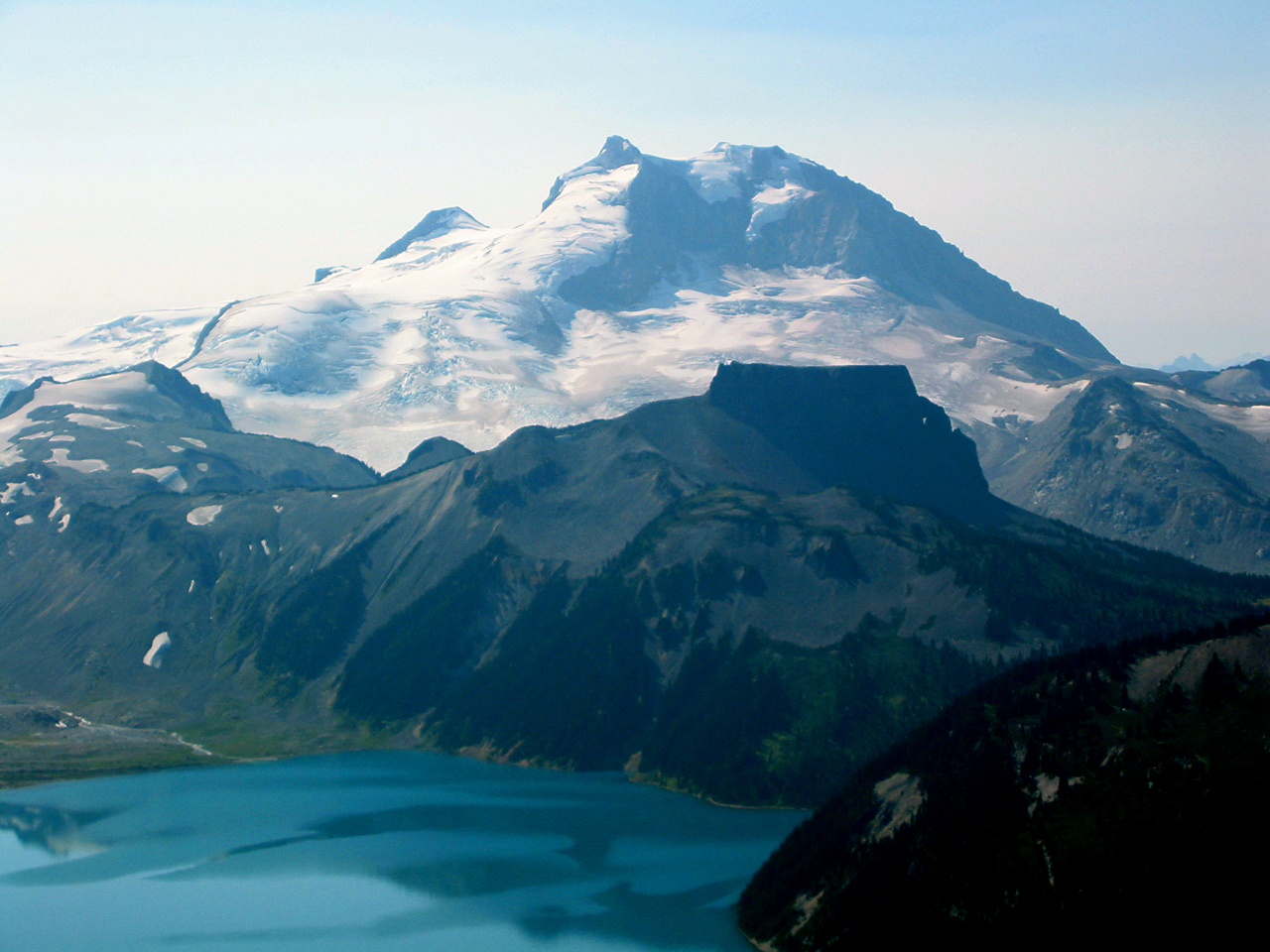
”The Table sobrepassada” pelo Monte Garibaldi, na Colúmbia Britânica.

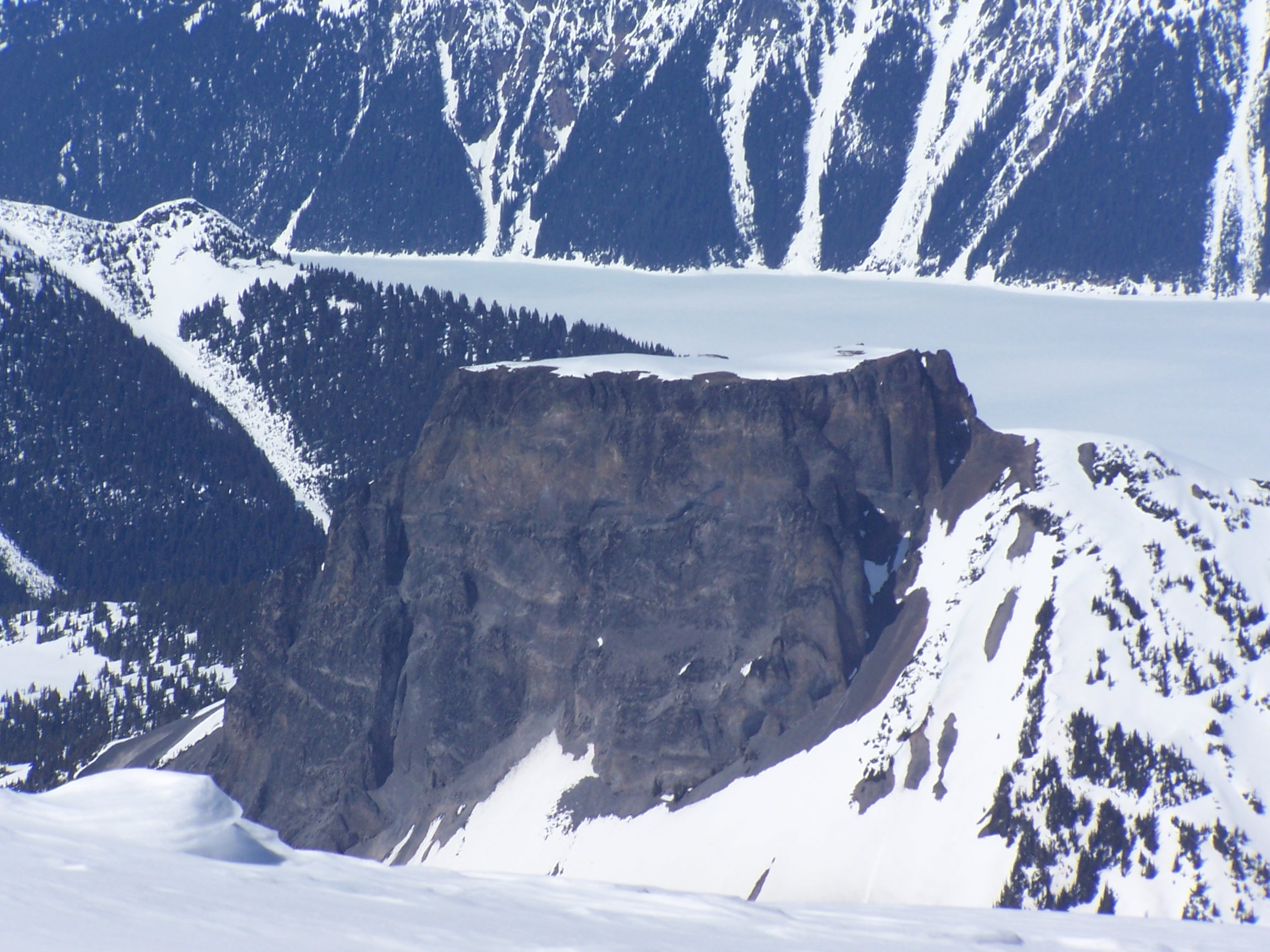
The Table, Colúmbia Britânica.

Uma tuya é um tipo especial de vulcão caracterizado por ter seu topo plano e suas encostas escarpadas formadas por lava escorrida desde uma grande geleira ou manto de gelo. Esses vulcões são muito raros e ocorrem somente em regiões que já foram cobertas por massas de gelo continentais e onde houve, simultaneamente, grande atividade vulcânica. 

## Formação
As tuyas são um tipo de vulcão subglacial que consiste em camadas quase horizontais de lava basáltica expelida para o exterior da crosta terrestre pela imersão de rochas vulcânicas fragmentária. Geralmente crescem isoladas sobre uma “meseta” que as rodeia. Encontram-se tuyas na Islândia, na Colúmbia Britânica, na região Santiam Pass no Oregon, na Península Antártica e sob o gelo do Manto de gelo da Antárctida Ocidental. Na Islândia, por vezes, as tuyas são chamadas de «montanhas de mesa» (table mountain) por ter seu topo muito plano. Holland.

## Origem do termo
A palavra Tuya provem de Tuya Butte, uma das muitas Tuyas da região do rio Tuya na cordilheira Tuya (Tuya Range) que fica no extremo norte da Colúmbia Britânica, Canadá. Em 1947, o geólogo canadense Bill Mathews publicou um documento intitulado «Tuyas, Flat-Topped Volcanoes in Northern British Columbia» (Tuyas, vulcões de topo plano do norte da Colúmbia Britânica), pela qual cunhou o termo «tuya» para se referir a essas formações vulcânicas tão particulares. A Tuya Butte é um modelo praticamente ideal desse tipo de relevo, o primeiro dentre esses acidentes geográficos analisado na literatura geológica e, desde então seu nome passou a ser o padrão dos vulcanólogos para identificar essas formações. 
O Parque “Provincial Montañas Tuya” (Tuya Mountains Provincial Park) foi criado neste século para proteger essa paisagem muito particular, encontrada ao norte do Lago Tuya e ao sul do Rio Jenning. Quase ao mesmo que Matthews publicava sua obra, o geólogo islandês Guðmundur Kjartansson havia feito a distinção entre as cadeias «móberg» e as tuyas da Islândia e apresentou a hipótese de que as últimas se formaram por erupções sub e intraglaciares. 
Uma mesa vulcânica próxima a Santa Fé (Novo México), conhecida como Black Mesa e que se assemelha a uma Tuya, é chamada de Tu-yo pelos falantes da língua tewa.

## Exemplos
| Antártida - Brown Bluff |  | Canadá: - Tuya Butte - Campo vulcânico de Tuya - The Table |  | Estados Unidos: - Hayrick Butte - Hogg Rock |  | Islândia: - Herðubreið - Hlöðufell |